# Houtkerque
Houtkerque (tiếng Hà Lan: Houtkerke) là một xã của tỉnh Nord, thuộc vùng Hauts-de-France, miền bắc nước Pháp.